# Bosque estatal de Piñones
El Bosque estatal de Piñones posee valiosas cualidades físicas, ecológicas y geográficas, en el llano costanero del norte del municipio de Loíza entre los municipios de Loiza (Puerto Rico) y Carolina (Puerto Rico) del Estado libre asociado de Puerto Rico.
Alberga bosques de manglar y además, se pueden observar playas, bahías, arrecifes, praderas de hierbas marinas, salinas, islotes, laguna luminiscente y dunas de arenas. La reserva natural ubica al este de Isla Verde y al norte del Aeropuerto Internacional Luis Muñoz Marín. Es administrado por el Departamento de Recursos Naturales y Ambientales de Puerto Rico.

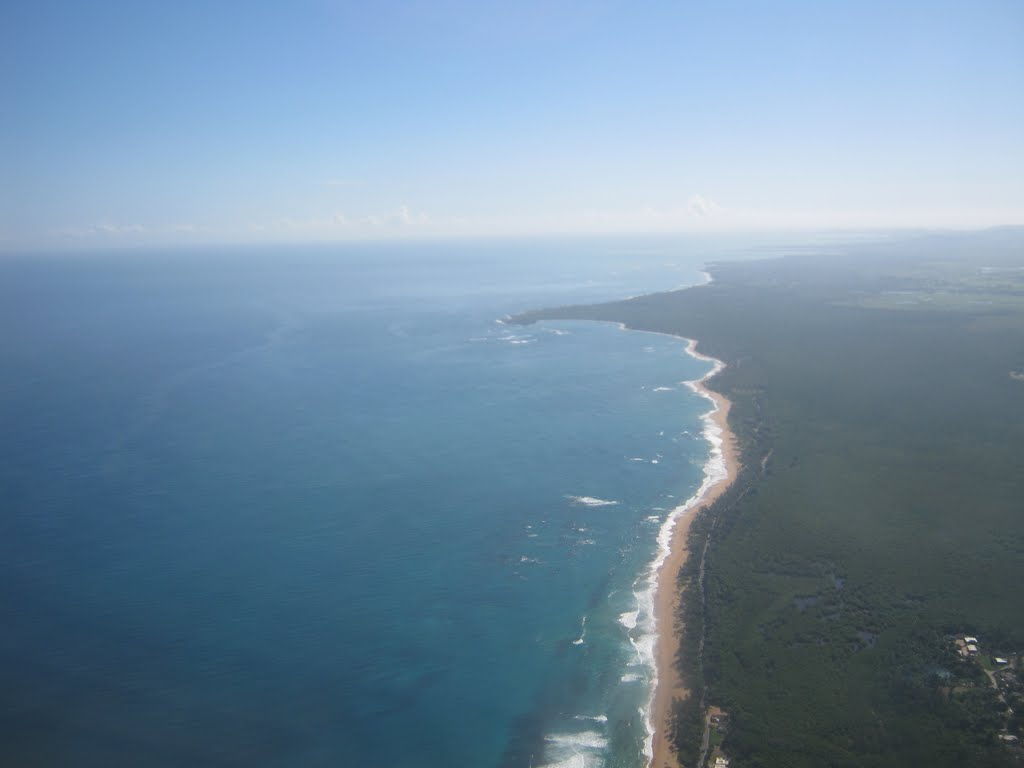
Playa de Isla Verde y Piñones